# Liniewski (herb szlachecki)
Liniewski – polski herb szlachecki, odmiana herbu Przyjaciel.

## Opis herbu

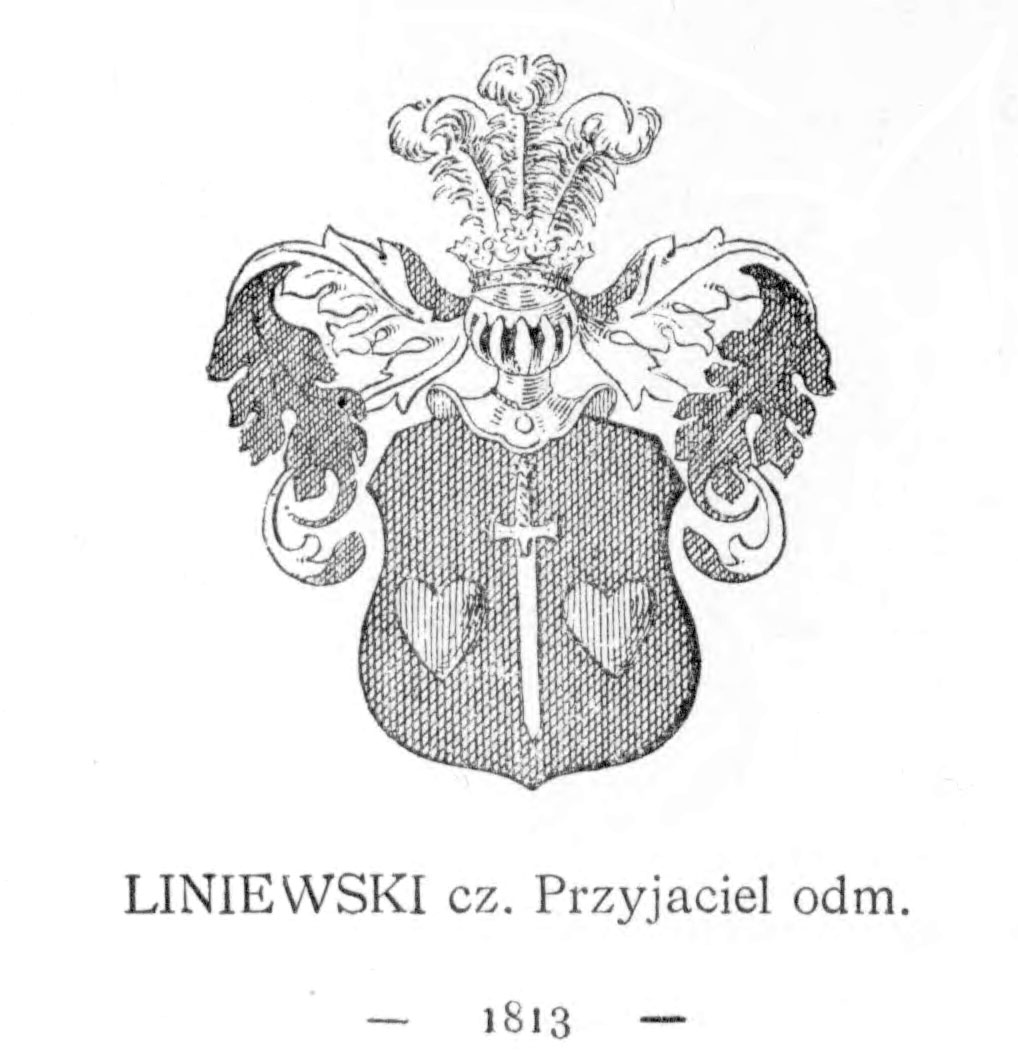
Herb Liniewski według Juliusza Ostrowskiego, Księga herbowa rodów polskich. Warszawa 1897 r.

### Opis historyczny
Kasper Niesiecki blazonuje herb następująco:

Powinien być miecz ostrzem prosto z góry na dół obrócony, między dwiema sercami, na hełmie trzy pióra strusie.

Według Piotra Małachowskigo:

W polu brunatnym miecz ostrzem na dół między dwoma sercami kończatością swoją do góry zwróconemi.

### Opis współczesny
Opis skonstruowany współcześnie brzmi następująco:
Na tarczy o polu brunatnym pomiędzy dwoma sercami miecz ostrzem w dół skierowany.
W klejnocie trzy pióra strusie.
Labry herbowe brunatne, podbite srebrem.

## Geneza
O herbie Liniewski nie wspominał ani Bartosz Paprocki, ani Szymon Okolski. Według Kaspera Niesieckiego, herbu Liniewski używała od dawnych czasów rodzina Liniewskich, pochodząca z Wołynia i Rusi. O należącym do tej rodziny Michale Liniewskim wspomina Metryka Wołyńska z roku 1528. 
Stanisław Duńczewski w swoim herbarzu określa Liniewskich jako Wojnowów, utrzymuje również, że w podaniu Niesieckiego znajdują się błędy, dodatkowo opisuje:

To prawda, że Wojnowie z przydomku Liniewscy, z dawna są dziedzicami na Liniewie w województwie Wołyńskim, powiecie Łuckim, jako dokumenta świadczą: Pierwszy z listu upominalnego r. 1541. d. 7. miesiąca Kwietnia, indykty XV. za Króla Zygmunta I.

Herb Liniewski jest odmianą herbu Przyjaciel, z kolei odmianą herbu Liniewski jest herb Strzała XII.

## Herbowni
Danym herbem pieczętowały się następujące rody herbowe:
Leniewicz, Leparski, Lepartski, Liniewicz, Liniewski, Lipczyński.

### Znani herbowni
- Ignacy Liniewski

- Michał Liniewski